# Mandy Lynn
Mandy Lynn (9 de noviembre de 1980) es una modelo estadounidense que ha aparecido en la publicación de varias ediciones especiales de Playboy.
Impulsada por un amigo, asistió a la Búsqueda de Playmates para el 50° Aniversario de Playboy en 2002 celebrada en Farmingdale, Nueva York. y estuvo en la cubierta de las Ediciones Especiales de Playboy Voluptuous Vixens de mayo/junio de 2004. Ha aparecido en las portadas de 3 ediciones especiales y en total, ha aparecido en 14 revistas de Playboy. En 2005 y 2006, Lynn fue una de las 20 finalistas para la competencia de las Ediciones Especiales para Modelo del Año de Playboy. En 2005, escribió la columna "Ask Mandy" para Voluptuous Vixens, abordando cuestiones de carácter sexual.
Lynn se volvió muy activa en el sitio web de Playboy CyberClub al pasar tiempo conversando con sus admiradores. Ha aparecido en numerosos diarios y Daily Doubles. La semana del 10 de abril de 2006, Mandy fue nombrada la CyberGirl of the Week.
Lynn interactúa a diario con los fanes y amigos en sus grupos de MySpace y Yahoo! Groups. Creó su sitio web oficial en julio de 2006, un sitio diseñado y operado exclusivamente por ella misma.
Continúa viviendo en Long Island con su gato y 2 perros, Lynn sigue activa con su carrera de modelo y su página web. Apareció en "Los más inteligentísimos modelos" de VH1, pero fue eliminada por los jueces en la final del episodio del 21 de octubre de 2007. 
Lynn fue elegida como la Twistys Treat del mes de septiembre de 2008.

## Apariciones en revistas[6]
- Playboy's Voluptuous Vixens (mayo/junio de 2004)**
- Playboy's Lingerie (julio/agosto de 2004)
- Playboy's Nudes Otoño (2004)
- Playboy's Lingerie (Sept/Oct 2004)
- Playboy's Lingerie (Dic/Ene 2004)
- Playboy's Hot Shots (2005)
- Playboy's Voluptuous Vixens (Dic/Ene 2005)
- Playboy's Sexy 100 (2005)**
- Playboy's Vixens (junio/julio de 2005)
- Playboy's Hot Shots (2006)
- Playboy's Lingerie (Dic/Ene 2006)**
- Playboy's Vixens (abril/mayo de 2006)
- Playboy's Sexy 100 (2006)
- Girls of Lowrider (2006)
- Playboy's Hot Shots (2007)
- Revolutionart Magazine 17 - Love edition Models (2009)
- ROCKSTAR (abril de 2007)**
- Revista Conexions (2007)**
- Revista Pulse Weekly (2007)**
- Revista RIX (2007)**
- Revista BTM (2007)**
- Revista Planet Muscle Fall Fit Body (2007)

(** indica portada)

## Otros trabajos
- Hizo un cameo en la serie televisiva de corta emisión de la WB, The Bedford Diaries
- Magic Silk Lingerie Portada y modelo de Lingerie Invierno 2007
- Cameo en la serie televisiva de NBC,  Law & Order. Episodio originalmente transmitido en mayo de 2007
- 2007 RVM Wheels Catalog Modelo en portada
- Anuncios para Biopharm Dietary Supplement (2007)
- Modelo de Sumpoosie Energy Drink Bottle (2007)
- Chica en Póster de Babes on Walls (2007)
- Chica en Póster de Sumpoosie Energy Drink (2007)
- TRL de MTV (2007)
- Comercial de Chatline (2007)
- Comercial de Quest Personals (2007)
- Reality show de VH1 Los más inteligentísimos modelos (2007)
- Modelo de Intoxify Snowboard (2008)
- Calendario de Bikini 2009 Penthouse (Portada)
- Playboy's Cyber Girl of the Week (Segunda semana de abril de 2006)